# Feriae Marti
Fariae Marti
Il primo giorno di marzo tutti festeggiavano il dies natalis Martis (giorno di nascita del dio Marte).le celebrazioni dedicate al Dio della guerra si intrecciavano a quelle che servivano a rendere propizio il nuovo anno, una tradizione che si mantenne per secoli, anche quando marzo non occupava più la posizione principale.i rituali che si svolgevano durante la giornata erano molteplici: si apprendevano nuove corone di alloro nella reggia, nelle cure e sulle case dei flamines maiores; si rinnovava il sacro fuoco in estingui byul del tempio di vesta e si mettevano in scena finte battaglie del campo Marzio.i riti più importanti in onore di Marte erano ufficiali da una congregazione di 12 sodales (accompagnatori), conosciuti con il nome di salii. il termine sembra che derivi dai salti e dai balli (saliendo et saltando) che erano soliti fare.durante la festa dedicata alla nascita del Dio questi sacerdoti si vestivano con antichi abiti militari di tela dorata e danzavano in onore di Marte a ritmo del carmen Saliare (la canzone dei salii), un canto così antico che nemmeno i romani ne riuscivano a decifrare le parole.durante il ballo i salii impugnavano delle lance in onore del Dio della guerra e degli antichi scudi di grandi dimensioni a forma di occhio.Secondo la leggenda, Giove aveva inviato sulla terra uno scudo Di proprietà del Dio Marte, l’ancile, dichiarando che il destino di Roma era legato alla protezione di tale scudo.il re Numa incaricò dunque un personaggio di nome Mamurio di creare per evitare che lo scudo andasse rubato o distrutto. Gli ancilia venivano conservati nella reggia per tutto l’anno, finché Augusto gli spostò nel Tempio di Marte Ultore (Marta vendicatore) all’interno del foro.i 12 scudi erano portati in processione esclusivamente dai salii il 1 marzo, ma anche il 19 e il 23 quando venivano celebrati l’Armilustrium e il Tubilustrium, le ultime festività prima dell’inizio delle campagne militari.
Le Feriae potevano essere di tre tipi:
- Stativae, erano feste annuali che si tenevano ad una data fissa o certa del calendario;
- Conceptivae, erano feste annuali che si tenevano a date variabile del calendario, come nel caso della Pasqua cristiana; queste venivano annunciate dai magistrati o dai sacerdoti che ne avevano la responsabilità;
- Imperativae, erano festività che si tenevano per comando delle supreme cariche della città, in occasione di celebrazioni o espiazioni speciali;